# 迈克尔·约翰逊 (1988年)
米高·莊臣，常譯為米高·莊遜（英語：Michael Johnson，1988年2月24日—）是一名英格蘭已退役職業足球員，擔任中場。

## 俱乐部生涯
雖然米高·莊臣自幼支持列斯聯，但卻是愛華頓的學徒球員。2004年曼城把米高·莊臣簽下，成為曼城青年隊的主力，助球隊進入英格蘭足總青年盃決賽。米高·莊臣的出色表現助他於2006年獲得一隊上陣機會，獲發33號球衣。2006年10月21日，他首次參加英超，曼城最終以4-0擊敗韋根。自2007/08年球季開始，米高·莊臣改穿6號球衣，但於2007年未因腹傷而缺陣至翌年2月，期間更進行雙層網膜疝氣修補手術。但於翌季季初腹傷舊患復發，餘下球季就此報銷，他於2008年9月16日與曼城續約五年至2013年。2009/10年球季米高·莊臣短暫復出，但不久便因於操練時觸傷膝蓋，再次回到傷兵陣營。
2010年3月米高·莊臣涉嫌於去年12月在曼徹斯特一所夜總會，以頭撞一名曼聯球迷而遭受警方調查。同年4月7日米高·莊臣表示有信心其十字韌帶傷勢可趕及於季前操練復原，但他未能再在現時曼城億萬大軍名單中佔一席位，於2011年1月表示希望可以獲得機會外借以爭取回復狀態。
2011年7月28日米高·莊臣獲借用到由舊上司艾歷臣領軍的英冠球會莱斯特城，為期一整個球季。

## 外部連結
- 足球数据库：米高·莊臣的球员统计数据
- 曼城官網簡歷 （页面存档备份，存于）